# بانکو هیپوتیکاریو
بانکو هیپوتیکاریو (انگلیسی: Banco Hipotecario) شرکت خدمات مالی و بانکداری آرژانتینی است، که در سال ۱۸۸۶ تأسیس شد.